# Джоанн Ліммер
Джоанн Ліммер (англ. Joanne Limmer; нар. 29 березня 1974) — колишня австралійська тенісистка.
Найвищу одиночну позицію світового рейтингу — 141 місце досягла 11 січня 1993, парну — 141 місце — 25 листопада 1996 року.
Здобула 1 одиночний та 5 парних титулів туру ITF.
Найвищим досягненням на турнірах Великого шолома було 2 коло в одиночному розряді.

## Фінали ITF
| турніри $25,000 |
| турніри $10,000 |

### Одиночний розряд (1–2)
| Результат | Ранг | Дата              | Турнір                   | Покриття | Суперниця       | Рахунок       |
| --------- | ---- | ----------------- | ------------------------ | -------- | --------------- | ------------- |
| Перемога  | 1.   | 3 березня 1991    | Канберра, Австралія      | Трава    | Клер Томпсон    | 7–5, 6–4      |
| Поразка   | 1.   | 19 травня 1991    | Борнмут, Велика Британія | Тверде   | Енджи Каннінгем | 3–6, 6–3, 3–6 |
| Поразка   | 2.   | 16 листопада 1992 | Порт-Пірі, Австралія     | Тверде   | Тесса Прайс     | 6–3, 3–6, 1–6 |

### Парний розряд (5–9)
| Результат | Ранг | Дата              | Турнір                       | Покриття  | Партнерка       | Суперниці                          | Рахунок          |
| --------- | ---- | ----------------- | ---------------------------- | --------- | --------------- | ---------------------------------- | ---------------- |
| Поразка   | 1.   | 12 лютого 1990    | Аделаїда, Австралія          | Тверде    | Майя Авотінс    | Кетрін Берклей Керрі-Енн Г'юз      | 0–6, 0–6         |
| Перемога  | 1.   | 19 травня 1991    | Борнмут, Велика Британія     | Тверде    | Енджи Каннінгем | Йоаннетта Крюгер Сінді Саммерс     | 6–0, 6–2         |
| Поразка   | 2.   | 16 листопада 1992 | Порт-Пірі, Австралія         | Тверде    | Робін Модслі    | Деніелл Джонс Тесса Прайс          | 2–6, 7–5, 3–6    |
| Поразка   | 3.   | 4 грудня 1995     | Порт-Пірі, Австралія         | Тверде    | Марезе Жубер    | Дженні Бірн Кетрін Берклей         | 1–6, 3–6         |
| Перемога  | 2.   | 9 березня 1996    | Воррнамбул, Австралія        | Трава     | Ліза Макші      | Гейл Біггс Нікол Уменс             | 6–7(6), 6–3, 6–3 |
| Поразка   | 4.   | 16 березня 1996   | Вікторія (штат), Австралія   | Килим (i) | Ліза Макші      | Труді Мусгрейв Джейн Тейлор        | 4–6, 7–5, 4–6    |
| Поразка   | 5.   | 31 березня 1996   | Олбері, Австралія            | Трава     | Ліза Макші      | Труді Мусгрейв Джейн Тейлор        | 0–6, 3–6         |
| Поразка   | 6.   | 23 червня 1996    | Пічтрі-Сіті (Джорджія), США  | Тверде    | Ліза Макші      | Еріка Адамс Ніно Луарсабішвілі     | 3–6, 6–7(4)      |
| Перемога  | 3.   | 7 липня 1996      | Вільямсбург (Вірджинія), США | Тверде    | Ліза Макші      | Аня Блешинскі Каті Шлукебір        | 6–1, 6–1         |
| Перемога  | 4.   | 14 липня 1996     | Істон (Меріленд), США        | Тверде    | Ліза Макші      | Одра Бреннон Крістін Осмонд        | 7–5, 6–2         |
| Перемога  | 5.   | 10 листопада 1996 | Маунт-Гамбір, Австралія      | Тверде    | Ліза Макші      | Кетрін Берклей Кіррілі Шарп        | 6–4, 2–6, 7–5    |
| Поразка   | 7.   | 17 листопада 1996 | Порт-Пірі, Австралія         | Тверде    | Ліза Макші      | Кетрін Берклей Кіррілі Шарп        | 6–7(5), 6–7(6)   |
| Поразка   | 8.   | 15 грудня 1996    | Гоуп-Айленд, Австралія       | Тверде    | Ліза Макші      | Кетрін Берклей Керрі-Енн Г'юз      | 4–6, 4–6         |
| Поразка   | 9.   | 9 березня 1997    | Воррнамбул, Австралія        | Трава     | Ліза Макші      | Нанні де Вільєрс Ширлі-Енн Сіддалл | 4–6, 6–4, 6–7(5) |